# Hemicrambe socotrana
Hemicrambe socotrana är en korsblommig växtart som först beskrevs av Anthony G. Miller, och fick sitt nu gällande namn av Al-shehbaz. Hemicrambe socotrana ingår i släktet Hemicrambe och familjen korsblommiga växter. IUCN kategoriserar arten globalt som starkt hotad. Inga underarter finns listade i Catalogue of Life.